# Entebbe

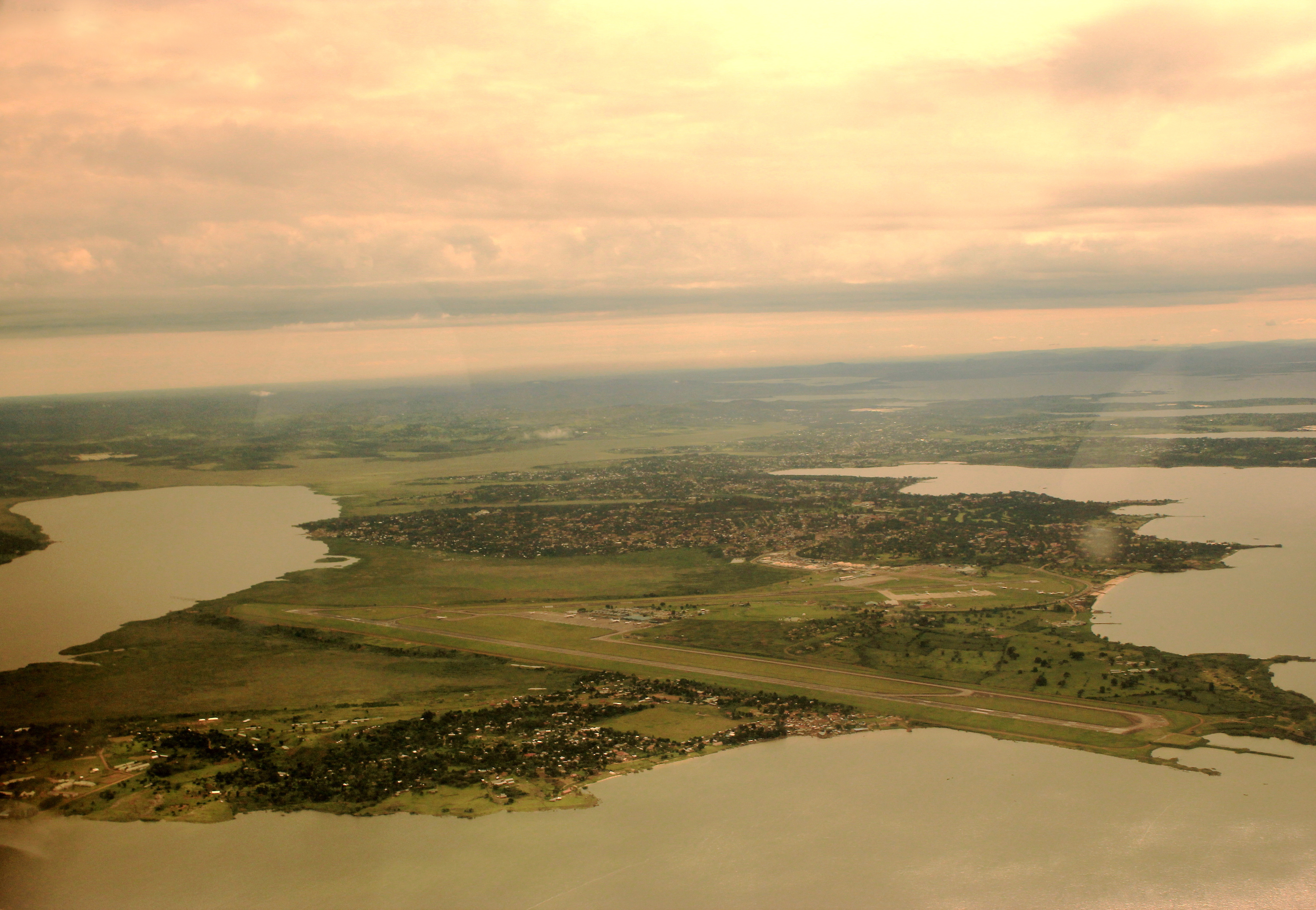
Luftbild von Entebbe

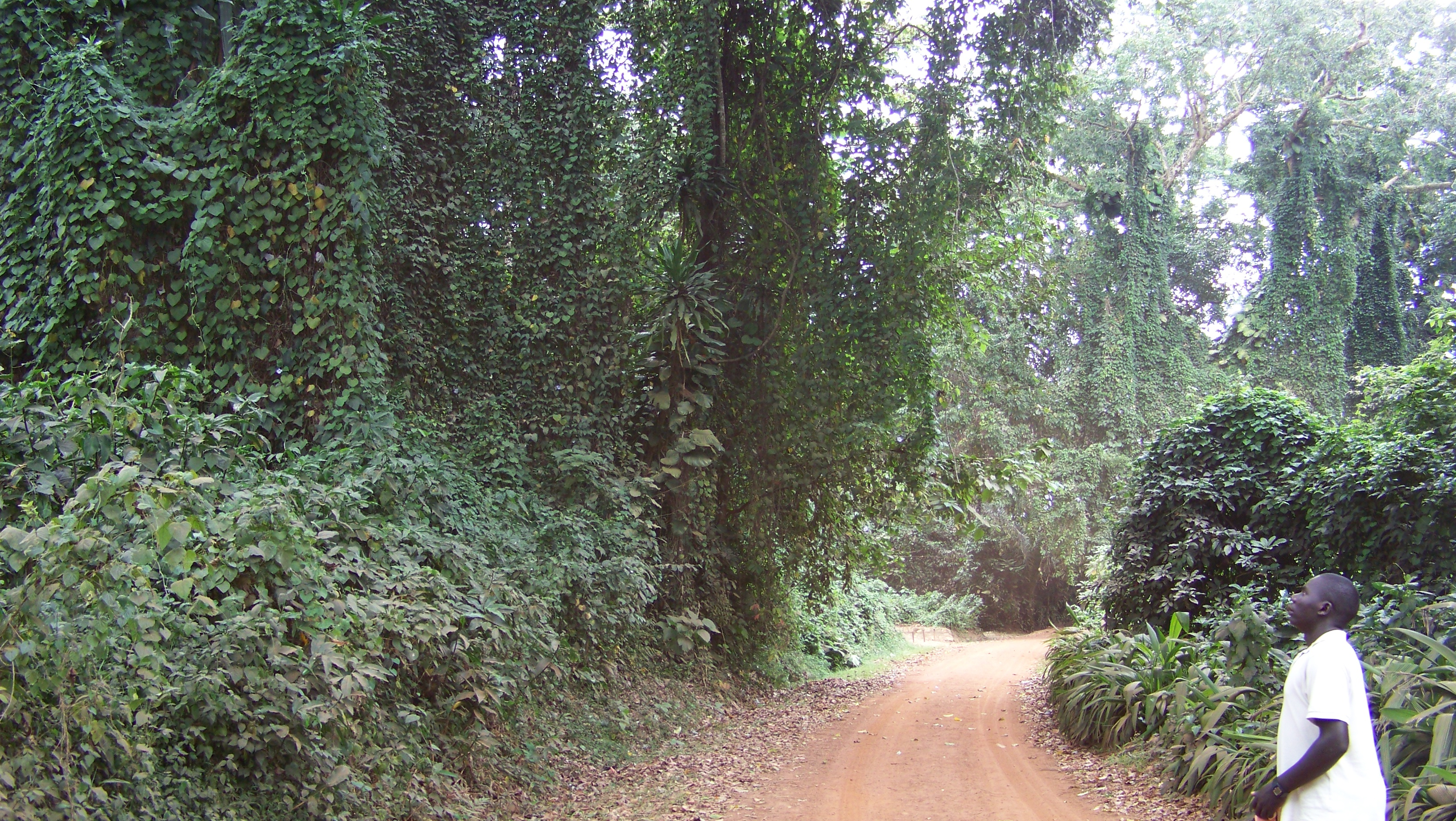
Botanischer Garten in Entebbe

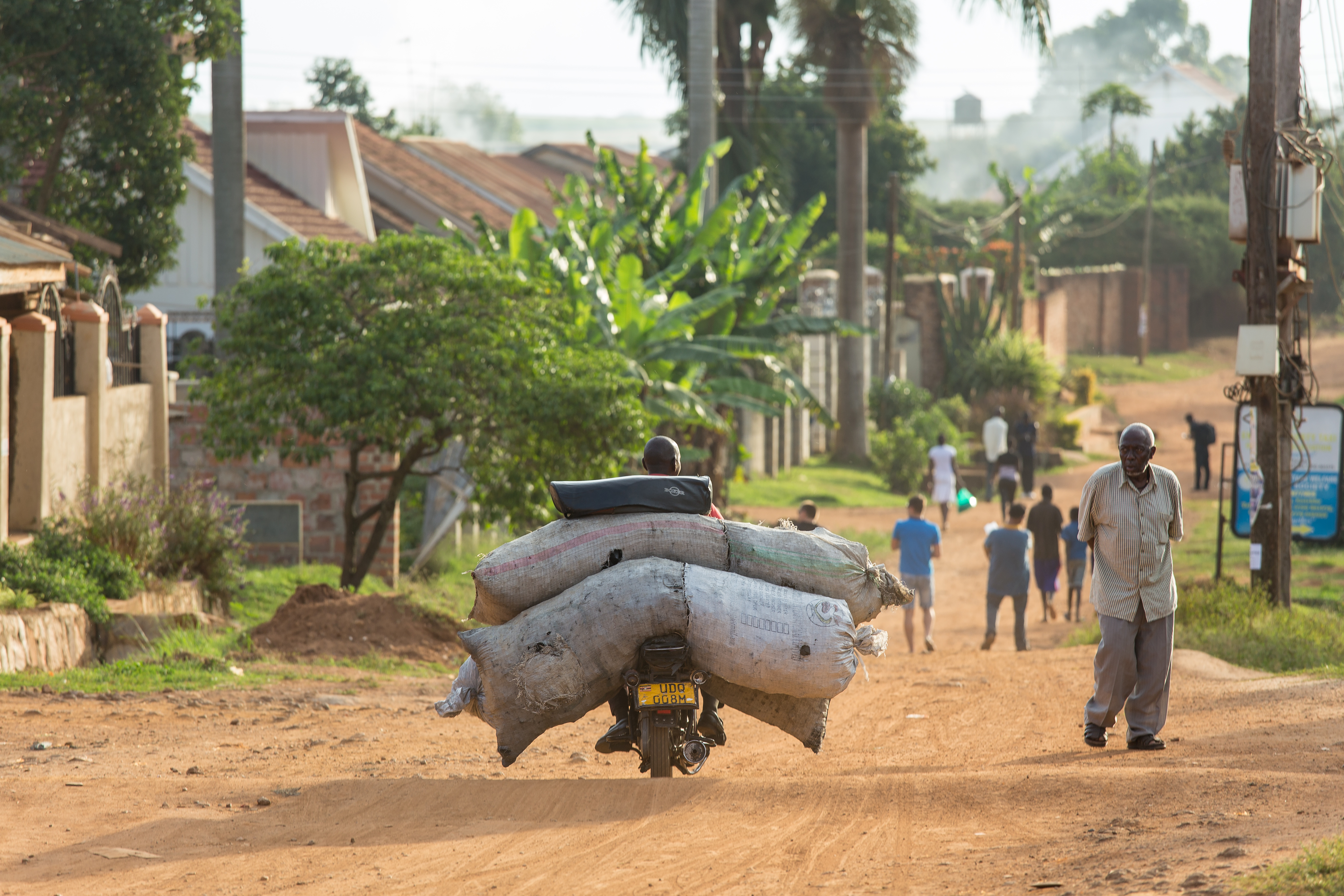
Straßenszene in Entebbe

Entebbe ist die ehemalige Hauptstadt Ugandas. Die Stadt im Distrikt Wakiso mit etwa 70.000 Einwohnern liegt ungefähr 35 km von der heutigen Hauptstadt Kampala entfernt auf einer Halbinsel im Victoriasee.
Entebbe, dessen Name in Luganda Sitz bedeutet, war früher der Platz, an dem ein Baganda-Führer Rechtsstreitigkeiten entschied.
1893 verlegte der britische Kolonialbeamte Sir Gerald Portal seinen Verwaltungssitz nach Entebbe. 1894 bis 1962 war die Stadt Verwaltungssitz von Uganda. Noch heute befinden sich hier einige Ministerien – zum Beispiel für Gesundheit, für Immigration und für Arbeit.
Entebbe beherbergt den Entebbe International Airport, den internationalen Flughafen Ugandas. Die israelische Armee führte hier 1976 die Operation Entebbe durch, als Entführer mithilfe der ugandischen Regierung Idi Amins ein Flugzeug der Air France gefangen hielten, um die Freiheit von mehreren inhaftierten PLO-Mitgliedern zu erzwingen.
Entebbe besitzt eine Anlegestelle am Viktoriasee mit einem Fischereihafen im Aufbau. Seit allerdings Port Bell als Hafen Kampalas benutzt wird, legen hier keine Schiffe mehr an. 

## Bevölkerungsentwicklung
| Jahr        | Einwohner |
| ----------- | --------- |
| Zensus 1911 |           |
| Zensus 1921 |           |
| Zensus 1931 |           |
| Zensus 1940 |           |
| Zensus 1959 | 11.500    |
| Zensus 1969 |           |
| Zensus 1980 | 21.289    |
| Zensus 1991 | 42.763    |
| Zensus 2002 | 55.086    |
| Zensus 2014 | 69.430    |

## Stadtbild und Sehenswürdigkeiten
Entebbe ist aufgrund seiner Nähe zum internationalen Flughafen das Eingangstor für Touristen nach Uganda. Das Stadtbild ist von ein- bis zweistöckigen Wohnhäusern der Mittel- bis Oberschicht geprägt und bildet damit einen Gegensatz zum dicht besiedelten Kampala.
Die Stadt besitzt einen botanischen Garten und einen Zoo. Im botanischen Garten der Stadt wurden in den 1930er Jahren Außenaufnahmen der Tarzan-Filme mit Johnny Weissmüller gedreht.
In Entebbe befindet sich das State House, welches der Sitz des Staatspräsidenten ist.

## Verkehr
Entebbe ist international aufgrund der dortigen Lage des Flughafens Kampala bekannt.
Es besteht aufgrund der Lage in der Ballungsregion Kampala ein guter Anschluss an das öffentliche Matatu Netz.
Der Busbahnhof Kampala sowie der Hauptbahnhof, an welchem derzeit jedoch kein regelmäßiger Personenverkehr stattfindet, sind ebenfalls per Matatu erreichbar.

## Klima
Entebbe ist der mit Abstand regenreichste Ort in Uganda, was daran liegt, dass Gewittercluster, die über dem Viktoriasee entstanden sind, auch am Viktoriasee wieder abregnen und sich nur relativ selten weiter über Land bewegen. Regen ist in Entebbe praktisch immer von Gewittern begleitet. So brachte es der April 2001 des mit 1615,95 mm regenreichsten Jahres der Dekade auf 25 Tage mit Blitz und Donner, was für den in der Nähe gelegenen Flughafen eine große Belastung darstellte. Zur Mitte des Jahrzehnts flauten die Niederschläge stark ab. Das aus 2 × 6 Messmonaten bestehende Jahr 2003/2004 schlug nur mit 464,57 mm zu Buche. Im Jahr 2005 lag der Wert mit nur 471,17 mm kaum höher. Der Durchschnitt der Dekade 2000 bis 2009 lag damit bei 1037,07 mm jährlich. Der heftigste Sturzregen fiel am 9. März 2001 mit 124,95 Litern pro Quadratmeter und unterbot damit die Spitzenwerte vom 22. März 1995 mit 382,02 mm und vom 2. September 1995 mit 202,95 mm deutlich. 1995 war mit 1915,20 mm das niederschlagsreichste Jahr seit Beginn der Regenmessungen. Trotzdem drückte die landesweite Dürre von 1999 den Durchschnitt des Messzeitraums 1993 bis 1999 auf 845,04 mm jährlich. Die maximale Luftfeuchte von 100 % wurde in Entebbe seit den 1990er Jahren schon mehrfach erreicht.
Seit den 1970er Jahren lässt sich eine kontinuierliche Zunahme der Niederschläge beobachten. Das Dürrejahr 1973 drückte den jährlichen Durchschnitt des Messzeitraums 1973 bis 1978 auf nur 709,91 mm. Extremtemperaturen wie die 36 °C vom 10. September 1974 oder die 7 °C vom 28. August 1973 wurden bislang nicht wieder gemessen.
|                       | Jan  | Feb  | Mär  | Apr  | Mai  | Jun  | Jul  | Aug  | Sep  | Okt  | Nov  | Dez  |   |      |
| Mittl. Tagesmax. (°C) | 26,8 | 26,9 | 26,7 | 25,7 | 25,5 | 25,1 | 24,9 | 25,2 | 25,8 | 26,3 | 26,3 | 26,1 | ⌀ | 25,9 |
| Mittl. Tagesmin. (°C) | 17,0 | 17,1 | 17,9 | 18,0 | 17,9 | 17,0 | 16,2 | 16,3 | 16,5 | 17,0 | 17,3 | 17,1 | ⌀ | 17,1 |
|                       |      |      |      |      |      |      |      |      |      |      |      |      |   |      |
| Niederschlag (mm)     | 65   | 91   | 159  | 256  | 244  | 121  | 76   | 75   | 75   | 95   | 131  | 116  | Σ | 1504 |
|                       |      |      |      |      |      |      |      |      |      |      |      |      |   |      |
| Sonnenstunden (h/d)   | 7,3  | 7,2  | 6,6  | 6,0  | 6,3  | 6,2  | 6,4  | 6,3  | 6,5  | 6,5  | 6,6  | 6,7  | ⌀ | 6,5  |
|                       |      |      |      |      |      |      |      |      |      |      |      |      |   |      |
| Regentage (d)         | 9    | 8    | 14   | 17   | 16   | 12   | 7    | 7    | 8    | 10   | 12   | 10   | Σ | 130  |
|                       |      |      |      |      |      |      |      |      |      |      |      |      |   |      |
| Luftfeuchtigkeit (%)  | 76   | 76   | 77   | 79   | 79   | 78   | 77   | 78   | 76   | 75   | 76   | 76   | ⌀ | 76,9 |

| 17,0 |

| 17,1 |

| 17,9 |

| 18,0 |

| 17,9 |

| 17,0 |

| 16,2 |

| 16,3 |

| 16,5 |

| 17,0 |

| 17,3 |

| 17,1 |

| 17,0 |

| 17,1 |

| 17,9 |

| 18,0 |

| 17,9 |

| 17,0 |

| 16,2 |

| 16,3 |

| 16,5 |

| 17,0 |

| 17,3 |

| 17,1 |